# The Cape Breton Highlanders
The Cape Breton Highlanders sont un régiment d'infanterie de la Première réserve de l'Armée canadienne. Il fait partie du 36e Groupe-brigade du Canada au sein de la 5e Division du Canada et est basé à Sydney en Nouvelle-Écosse.
L'unité a d'abord été créée en 1871 sous le nom de The Victoria Provisional Battalion of Infantry avec son quartier général à Baddeck en Nouvelle-Écosse. L'unité devint un bataillon « highland » en 1879. En 1885, le bataillon reçu le numéro « 94 » et, en 1900, il devint un régiment. Il adopta son nom actuel en 1920. De 1954 à 2010, il cessa d'exister en tant que régiment puisque l'unité était alors le 2e Bataillon des Nova Scotia Highlanders.
En plus de sa propre histoire, le régiment perpétue l'héritage de deux bataillons du Corps expéditionnaire canadien (CEC) de la Première Guerre mondiale : le 85e et le 185e Bataillon « outre-mer », CEC. Lors de la Seconde Guerre mondiale, le régiment mobilisa un bataillon qui combattit en Europe.

## Rôle et organisation

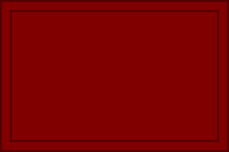
Insigne de la 5e Division du Canada

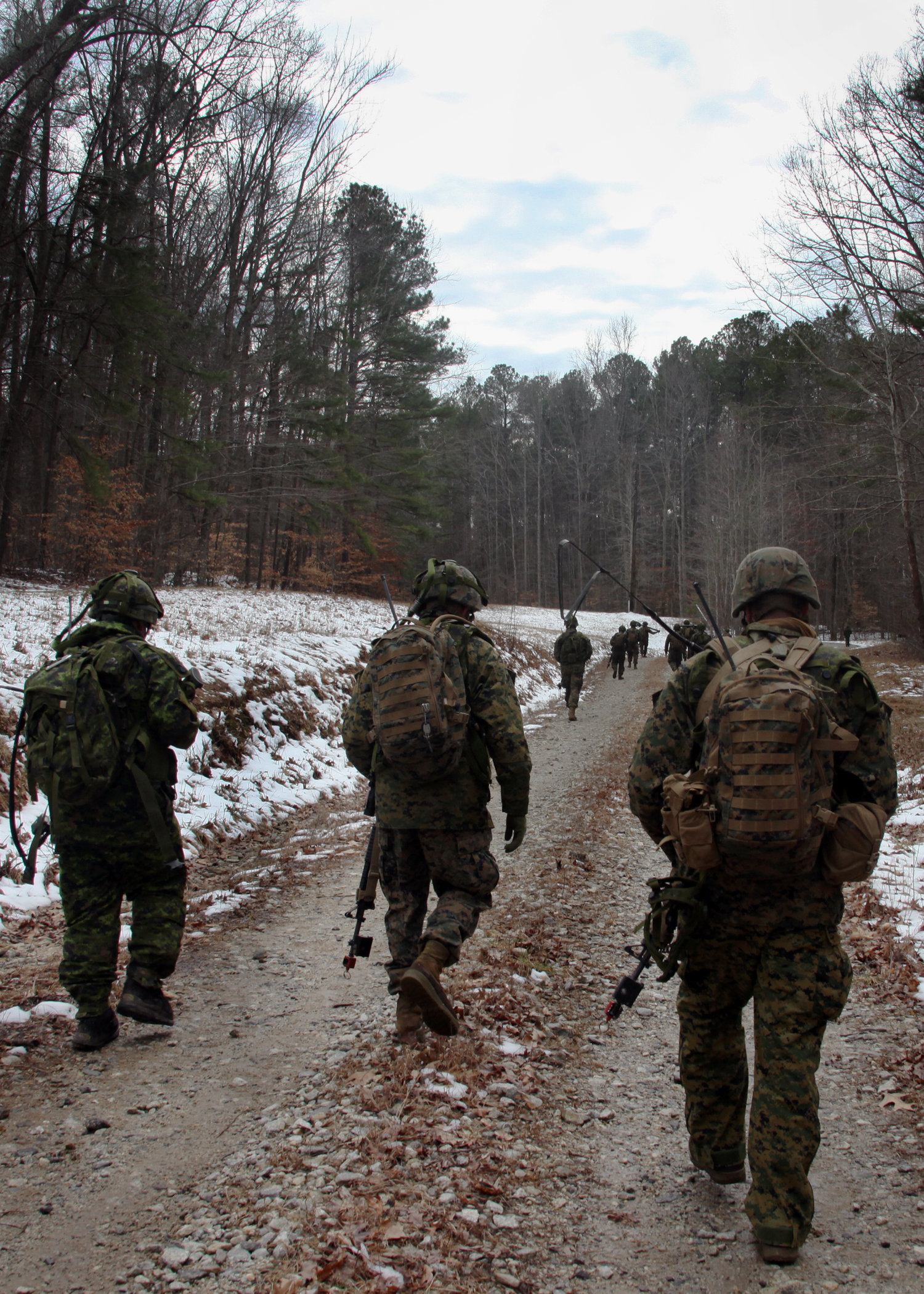
Des membres des Cape Breton Highlanders en entraînement aux États-Unis

The Cape Breton Highlanders sont un régiment d'infanterie d'un seul bataillon qui fait partie du 36e Groupe-brigade du Canada, un groupe-brigade de la Première réserve de l'Armée canadienne qui fait lui-même partie de la 5e Division du Canada. Le quartier général des Cape Breton Highlanders est situé à Sydney en Nouvelle-Écosse.
Tout comme c'est le cas pour les autres unités de la Première réserve de l'Armée canadienne, le rôle du Royal Regiment of Canada est de former des soldats à temps partiel afin de servir de renfort lors des opérations des Forces armées canadiennes ainsi que d'être prêts pour le service actif pour appuyer les autorités civiles lors de catastrophes naturelles dans la région locale.

## Histoire
| Nom                                                             | Date              |
| --------------------------------------------------------------- | ----------------- |
| Victoria Provisional Battalion of Infantry                      | 13 octobre 1871   |
| Victoria "Highland" Provisional Battalion of Infantry           | 12 décembre 1879  |
| Victoria Provisional Battalion of Infantry "Argyll Highlanders" | 9 avril 1880      |
| 94th "Victoria" Battalion of Infantry, "Argyll Highlanders"     | 12 juin 1885      |
| 94th Victoria Regiment, "Argyll Highlanders"                    | 8 mai 1900        |
| The Cape Breton Highlanders                                     | 29 mars 1920      |
| 2e Bataillon, The Nova Scotia Highlanders                       | 15 septembre 1954 |
| 2e Bataillon, The Nova Scotia Highlanders (Cape Breton)         | 21 juin 1955      |
| The Cape Breton Highlanders                                     | 9 décembre 2010   |

### Origines
L'unité a officiellement été créée le 13 octobre 1871 par le regroupement de quatre compagnies indépendantes sous le nom de Victoria Provisional Battalion of Infantry avec son quartier général à Baddeck dans le comté de Victoria en Nouvelle-Écosse d'où elle tirait son nom,.

### Première Guerre mondiale
Dans la foulée de la Première Guerre mondiale, le 6 août 1914, des détachements du régiment furent mobilisés pour le service actif afin de fournir de la protection locale.

### Seconde Guerre mondiale
Lors de la Seconde Guerre mondiale, le 26 août 1939, des détachements du régimenet furent mobilisés, puis, le 1er septembre 1939, mis en service actif afin de fournir de la protection locale. Ils furent dissous le 31 décembre 1940.
Le 1er janvier 1941, The Cape Breton Highlanders mobilisèrent un bataillon pour le service actif. Celui-ci s'embarqua pour la Grande-Bretagne le 10 novembre 1941. Le 10 novembre 1943, il débarqua en Italie où il combattit au sein de la 11e Brigade d'infanterie canadienne de la 5e Division blindée canadienne. Du 20 au 26 février 1945, il se rendit de le Nord-Ouest de l'Europe où il combattit jusqu'à la fin de la guerre. Il fut officiellement dissous le 15 février 1946.

## Honneurs de bataille

Drapeau consacré régimentaire des Cape Breton Highlanders

Les honneurs de bataille sont le droit donné par la Couronne au régiment d'apposer sur son drapeau consacré les noms des batailles ou des conflits dans lesquels il s'est illustré. Bien que les régiments de voltigeurs comme les Brockville Rifles n'ont pas de drapeau consacré, ils peuvent tout de même recevoir des honneurs de bataille qu'ils peuvent blasonnés sur d'autres articles de l'unité tels que les coiffures.
| Première Guerre mondiale     | Première Guerre mondiale    |
| ---------------------------- | --------------------------- |
| Ypres, 1917                  | Arras, 1917, '18            |
| Vimy, 1917                   | Scarpe, 1918                |
| Passchendaele                | Amiens                      |
| Drocourt-Quéant (en)         | Ligne Hindenburg            |
| Canal du Nord                | Valenciennes                |
| Sambre                       | France et Flandres, 1915-18 |
| Seconde Guerre mondiale      |                             |
| Vallée du Liri               | Traversée de la Melfa       |
| Ceprano                      | Ligne gothique              |
| Montecchio                   | Coriano                     |
| Passage du Lamone            | Fosso Munio                 |
| Conventello-Comacchio        | Italie, 1944-1945           |
| Ijsselmeer                   | Poche de Delfzijl           |
| Nord-Ouest de l'Europe, 1945 |                             |
| Guerre d'Afghanistan         |                             |
| Afghanistan                  |                             |

## Perpétuations
En plus de sa propre histoire, The Cape Breton Highlanders perpétuent l'héritage de deux bataillons du Corps expéditionnaire canadien (CEC) de la Première Guerre mondiale : le 85e et le 185e Bataillon « outre-mer », CEC.
Le 85e et le 185e Bataillon « outre-mer », CEC furent respectivement créés le 10 juillet 1915 et le 15 juillet 1916. Ils s'embarquèrent pour la Grande-Bretagne le 12 octobre 1916. Le 10 février 1917, le 85e Bataillon débarqua en France où il combattit au sein de la 12e Brigade d'infanterie canadienne de la 4e Division canadienne jusqu'à la fin du conflit. Il fut officiellement dissous le 15 septembre 1920. De son côté, le 185e Bataillon servit à fournir des renforts aux troupes canadiennes au front jusqu'à ce que son personnel restant fut transféré au 17e Bataillon de réserve, CEC le 15 février 1918. Il fut dissous le 29 novembre suivant.

## Traditions et patrimoine

Drapeau de camp des Cape Breton Highlanders

La devise des Cape Breton Highlanders est « Siol Na Fear Fearail » qui signifie « Race de vrais hommes ».
The Cape Breton Highlanders sont affiliés avec The Mercian Regiment (en) de la British Army.